# Oradour-sur-Vayres
Oradour-sur-Vayres este o comună în departamentul Haute-Vienne din centrul Franței. În 2009 avea o populație de 1.514 de locuitori.

## Evoluția populației
| An        | 1975  | 1982  | 1990  | 1999  | 2006  | 2009  |
| --------- | ----- | ----- | ----- | ----- | ----- | ----- |
| Populație | 1.947 | 1.841 | 1.811 | 1.636 | 1.530 | 1.514 |